# Ilan Šochat
Ilan Šochat, hebrejsky אילן שוחט (narozen 21. září 1974 Safed), je izraelský politik; starosta Safedu a krátce i poslanec Knesetu za stranu Jisra'el bejtenu.

## Biografie
Jeho žena Sivan se narodila v USA. Získal magisterský titul z politologie na Haifské univerzitě. Působil jako předseda svazu podnikatelů na izraelském severu a jako ředitel úřadu práce v Dolní Galileji. Od mládí je aktivní v politice. Po pět let zasedal v městské radě v Safedu. Od roku 2008 je starostou města. Původně byl členem Likudu. V roce 2012 se uvádí jako člen strany Kadima. V primárkách tehdy podpořil na post předsedy Šaula Mofaze. V prosinci téhož roku ale přešel do strany Jisra'el bejtenu a obhájil za ni starostenský post.
Ve volbách 17. března 2015 byl zvolen do Knesetu za stranu Jisra'el bejtenu. Již 24. března, tedy před složením poslaneckého slibu, ale oznámil, že mandát nepřevezme a hodlá vyslyšet přání svých občanů v Safedu, aby se soustředil na starostenský úřad. V Knesetu ho nahradil jako další na kandidátce Robert Ilatov.